# MF DOOM
대니얼 두멀레이(영어: Daniel Dumile /ˈduːməleɪ/, 1971년 7월 13일 ~ 2020년 10월 31일)은 MF DOOM 혹은 간단히 DOOM이라는 가명으로 활동하였던 영국 출생의 미국 래퍼이자 음악 프로듀서이다. 가사에 드러난 난해한 언어 유희나, 시그니처인 마스크, 그리고 "슈퍼빌런"이라는 무대의 페르소나로 널리 알려져 있는 두멀레이는 2000년대 언더그라운드 힙합과 얼터너티브 힙합에서 빼놓을 수 없는 주요 인물이다. 두멀레이가 사망한 후 버라이어티는 "가장 유명하고, 예측할 수 없으며, 수수께끼 같은 인물"이라고 표현하였다.
런던에서 태어난 두멀레이는 어린 시절에 뉴욕의 롱아일랜드로 이사를 왔다. 1988년 힙합 트리오 KMD의 멤버로 들어가 제브 러브 X라는 활동명으로 공연을 하며 음악 경력을 시작하였다. KMD는 멤버이자 두멀레이의 동생인 DJ 서브록이 사망한 1993년에 해체되었다. 활동 중단 이후, 두멀레이는 1990년대 말 오픈 마이크 이벤트에서 공연을 시작하며 다시 모습을 드러냈다. 당시 두멀레이는 마블 코믹스의 슈퍼빌런 닥터 둠의 금속 마스크를 착용하고 활동하였으며, 이후 1999년에 발매한 첫 솔로 음반 “Operation: Doomsday”의 표지에도 이가 표현되었다. 그 후 두멀레이는 MF DOOM이라는 페르소나를 이용하며, 마스크를 쓰지 않았을 때는 대중 앞에 모습을 거의 드러내지 않았다.
2003년부터 2005년까지, 두멀레이는 네 장의 솔로 음반과 세 장의 컬래버레이션 음반을 발매하였다. 추가로 평단으로부터 극찬을 받은 2004년 작 “Mm..Food”를 MF DOOM이라는 이름으로 냈으며, 그 외 두 장은 빅터 본(Victor Vaughn), 한 장은 킹 기도라(King Geedorah)라는 이름으로 음반을 냈다. 프로듀서 매들립과 협업하여 매드빌런이라는 이름으로 2004년에 발표한 “Madvillainy”는 두멀레이의 작품 중 최고의 걸작이자 힙합 역사상 가장 획기적인 음반 중 하나로 꼽힌다. 이듬해에는 데인저 마우스와 함께 데인저 둠이라는 듀오를 결성하여 “The Mouse and the Mask”를 발매하였다.
두멀레이는 생전 미국에서 가장 오랜 시간을 보냈지만, 미국 시민권을 한 번도 취득하지 않았다. 결국 2010년, 전해에 발매한 여섯 번째이자 마지막 정규 음반 “Born Like This”의 세계 투어 후 입국 거부를 당하였다. 런던으로 돌아가 나머지 생애를 살면서 두멀레이는 즈네이로 자넬과 JJ DOOM을 결성해 “Key to the Kuffs”를, 비숍 네루와는 “NehruvianDoom”을, 자페이스와는 “Czarface Meets Metal Face”와 “Super What?”을 발매하였다.

## 어린 시절
두멀레이는 1971년 7월 13일 런던에서 트리니다드인 어머니와 짐바브웨인 아버지 사이에서 태어났다. 두멀레이에 의하면 임신했을 당시는 미국이었으나, 어머니가 가족을 방문하러 영국으로 갔기 때문에 런던에서 태어났다고 언급하였다. 이후 아직 어릴 때 가족과 함께 뉴욕의 롱아일랜드로 이사를 갔으며, 롱비치에서 유년 시절을 보냈다. 두멀레이는 런던에서의 어린 시절에 대한 기억은 없고, 부모 또한 영국 문화와는 관련이 없다고 말하였다. 하지만, 살아생전에는 미국 시민권을 얻지 못하고 영국 국적만을 가진 채 살아갔다.
두멀레이는 3학년 여름이 되던 때부터 DJ 일을 시작하였다. 어렸을 때 만화를 좋아했고, 만화책을 좋아하였으며, 친구들과 가족들은 성에서 이름을 따 "둠"이라는 별명을 지어주었다.

## 경력

### 1998년 ~ 1997년: KMD, 서브록의 사망과 활동 중단
제브 러브 X(영어: Zev Love X)라는 이름으로 두멀레이는 1988년 남동생인 DJ 서브록과 후에 오닉스 더 버스스톤 키드로 바뀌는 로단과 함께 힙합 그룹 KMD를 결성하였다. A&R 대표인 단테 로스는 힙합 그룹 서드 베이스를 통하여 KMD를 알게 되었고, 엘렉트라 레코드와의 계약을 성공하게 된다. KMD의 첫 녹음물은 서드 베이스의 “The Cactus Album”에 수록된 ‘The Gas Face’이며, 그 후 첫 정규 음반 “Mr. Hood”를 발매하였다. 두멀레이는 ‘The Gas Face’에서 마지막 벌스를 불렀는데, 해당 트랙에서 피트 나이스의 벌스에서는 해당 문장을 두멀레이가 썼다고 언급한다.
1993년 4월 23일, KMD의 두 번째 정규 음반인 “Black Bastards”가 발매되기 직전, 서브록이 롱아일랜드 고속도로를 건너던 중 차에 치이면서 사망하였다. 두멀레이는 그 다음 달 동안 혼자서 음반을 완성하였고, 결국 1994년 5월 3일에 발매하는 것으로 발표되었다. KMD가 엘렉트라와 이별을 하게 되고, 흑인이 목을 매단 그림이 그려져 있는 음반의 표지로 때문에 발매가 보류되기도 하였다.
동생이 사망한 후, 두멀레이는 1994년부터 1994년까지 힙합신에서 떨어져 "빌어먹을 정도로 노숙자처럼 살았으며, 맨해튼의 거리를 걷고, 벤치에서 잠을 자며" 살았다. 이후 1990년대 말 애틀랜타에 정착하였다. 두멀레이에 따르면 해당 기간 동안 "상처로부터 회복"하고, "그렇게 심하게 자신을 괴롭히던 산업에 대한 복수를 맹세했다"고 언급하였다. “Black Bastards”는 해당 시대까지 부틀렉으로만 남아있었고, 2000년이 되어서야 정식으로 발매되었다.

## 음악 스타일

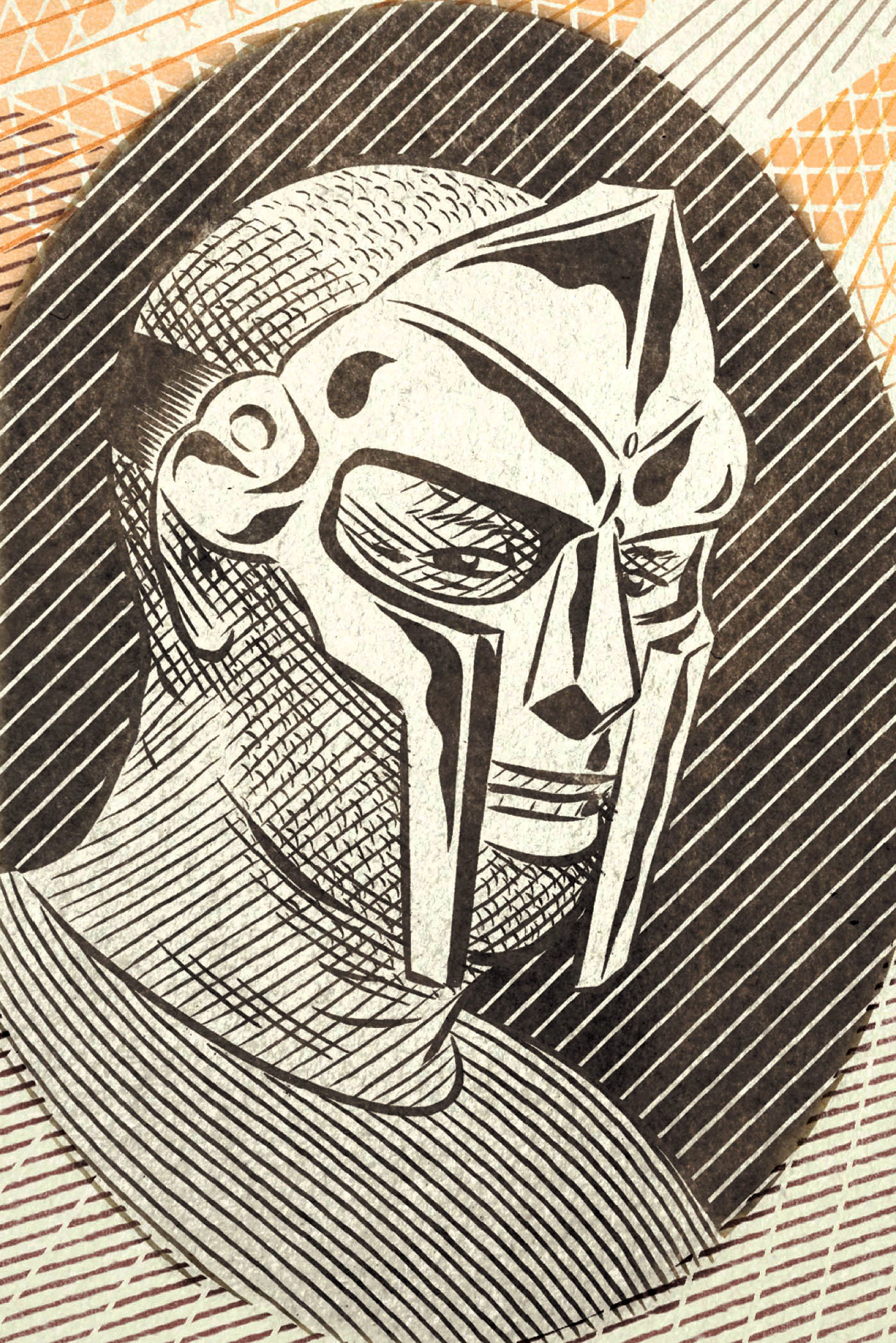
영국 “Born Like This” 투어의 포스터에 그려진 두멀레이의 초상화 그림

두멀레이의 가사는 언어 유희가 가득한 것으로 유명하다. 브래들리와 두보아는 두멀레이를 "힙합에서 가장 수수께끼 같은 인물 중 한 명"이라고 표현하면서 두멀레이의 "거친 바리톤의 목소리가 만화책이나 형이상학에서 끌어낸 복잡하게 이루어진 암시를 엮었다"고 이야기하였다. 더 링어의 사망 기사에서는 두멀레이의 플로우가 "느긋하고 마치 대화하는 것처럼 느껴지지만, 정밀한 테크닉으로 우리에게 전달하였다"고 언급하였으며, 라임을 사용하는 것은 빅펀이나 에미넴의 흐름에서는 벗어났다고 언급했다.
두멀레이가 노래를 만들 때는 종종 영화의 샘플링이나 인용 등이 등장하였다. CMJ 뉴 뮤직 먼슬리가 “Special Herbs, Vols. 5 & 6”를 리뷰할 때는 두멀레이의 비트를 "솔 재즈"에 비유하였다.

### MF DOOM 페르소나
두멀레이는 MF DOOM 캐릭터를 자신의 음악에서 언급할 수 있는 뒷이야기를 가진 또 다른 자아로 만들었다. MF DOOM은 마블 코믹스에 등장하는 슈퍼빌런 닥터 둠, G.I. 조의 데스트로, 오페라의 유령의 에릭의 요소를 합하여 만들어졌다. 그중 닥터 둠과 팬텀처럼 두멀레이는 MF DOOM으로 노래를 할 때 자신을 삼인칭으로 지칭한다. 또한 데뷔 음반 “Operation: Doomsday”의 표지에도 등장한 MF DOOM의 시그니처 금속 마스크는 닥터 둠이 착용하는 것과 비슷하다.
두멀레이는 공연을 할 때 항상 마스크를 끼고 있었고, 마스크를 끼지 않은 상태로 찍은 것은 KMD 시절에 찍은 일부 사진이나 비디오 외에는 찾아보기 힘들다. 후기에 사용하였던 마스크는 2000년에 개봉한 영화 글래디에이터에서 영감을 받아 만들어졌다. 학자인 헤르시니 바나 영은 닥터 둠의 마스크를 착용함으로써 두멀레이는 "음악 산업뿐만 아니라 자신을 이등 시민으로 종속시키는 지배적인 정체정의 구성에서도 적으로서 자리매김할 수 있다"고 표현하였다.
두멀레이는 가면을 쓰기 위해 가끔씩 대역을 사용하기도 하였다. 두멀레이는 이를 개념의 논리적인 연장이라고 보았지만, 관객들에게는 좋지 못한 반응을 얻었다. 두멀레이는 처음에 자신이 살을 뺐기 때문에 다르게 보였고, 또 다르게 들렸다고 주장하였다. 2010년 토론토에서 열린 공연에서는 대역이 두멀레이로 바뀌기 전에 야유를 받기도 하였다. 더 뉴요커와의 인터뷰에서 두멀레이는 자신을 그 캐릭터의 "작가이자 감독"이라고 묘사하였고, "다음에는 백인을 보낼 수도 있다. 누구든 그 역할을 할 수 있다"고 말하였다.
2019년 11월, 어덜트 스윔 페스티벌에서의 공연 도중 전자 음악가 플라잉 로터스가 두멀레이와 함께 무대에 서겠다고 발표하였으나, 해당 공연에서 함께한 것은 코미디언 해니벌 버리스인 것으로 밝혀졌다. 이때 두멀레이가 이 장난에 참여했는지는 밝혀지지 않았다.

## 영향

런던에 있는 MF DOOM을 묘사한 벽화

힙합에서 "가장 유명한" 음악가 중 한 명이라고 불렸던 두멀레이는 같은 예술계 종사자들에게 많은 영향력을 끼쳤다. 두멀레이와 두 번 협업을 하였던 톰 요크는 "그는 우리 중 많은 사람들에게 영감을 주었고, 바꿨습니다. 제게는 그가 단어를 내뱉는 방식이 충격적이었습니다. 살면서 한 번도 들어본적이 없는 방식의 의식의 흐름대로 가사를 썼습니다."라고 말했다. 스테레오검은 “Operation: Doomsday”의 20주년 기념 리뷰 글에서 두멀레이가 젊은 래퍼들에게 끼친 "형식적인" 영향력에 주목하였다. 런 더 쥬얼스의 멤버 El-P는 두멀레이를 "작가의 작가"라고 표현하였고, 큐팁은 "당신이 가장 좋아하는 래퍼가 가장 좋아하는 래퍼"라고 언급하였다.

## 죽음
2020년 12월 31일, 두멀레이의 아내가 소셜 미디어를 통하여 두멀레이가 10월 31일 사망했다는 소식을 알렸다. 이후 대리인이 사망을 확인하였다. 사인은 공개되지 않았다. 두멀레이의 부고 소식이 매스컴을 타고 전해지면서 대니 브라운, 덴젤 커리, DJ 프리미어, El-P, 플라잉 로터스, 고스트페이스 킬라, 고릴라즈, 제이펙마피아, 어글리 갓, 버스타 라임스, 노네임, 조이 배드애스, 탈립 콸리, 루페 피아스코, 에이솝 록, 홈보이 샌드맨, 큐팁, 플레이보이 카티, 퀘스트러브, 위켄드, 타일러 더 크리에이터, 톰 요크 등 여러 음악가들이 조의를 표하였다.
제63회 그래미상에서는 두멀레이를 언더그라운드 힙합 신에 지대한 영향을 끼친 영향으로 추모자 목록에 포함시켰다.

## 디스코그래피

### 솔로 음반
- Operation: Doomsday (1999)
- Take Me to Your Leader (2003) (킹 기도라)
- Vaudeville Villain (2003) (빅터 본)
- VV:2 (2004) (빅터 본)
- Mm..Food (2004)
- Born Like This (2009) (둠)

### 컬래버레이션 음반
- Mr. Hood (1991) (KMD 음반)
- Black Bastards (2000) (KMD 음반)
- Madvillainy (2004) (매드빌런 음반)
- Speial Herbs + Spices Volume 1 (2004)(MF 그림과의 협업 음반)
- The Mouse and the Mask (2005) (데인저 둠 음반)
- Key to the Kuffs (2012) (JJ DOOM 음반)
- Nehruvian Doom (2014) (네루비안둠 음반)
- Czarface Meets Metal Face (2018) (자페이스와의 협업 음반)
- Super What? (2021) (자페이스와의 협업 음반)

### 내용주
1. ↑  가끔 대니얼 두멀레이 톰슨(Daniel Dumile Thompson)이라고 표기되었다.[1]

### 참조주
1. ↑  Bradley & DuBois 2010, 856–857쪽.
2. 1 2  ZO (2021년 1월 9일). “Everyone, Including Us, Thought January 9th was MF DOOM's Birthday - It's Not” [우리를 포함해 모두가 MF DOOM의 생일을 1월 9일이라고 생각했다.]. 《오케이플레이어》 (미국 영어). 2021년 1월 10일에 원본 문서에서 보존된 문서. 2021년 1월 10일에 확인함.
3. ↑  바인가르텐, 크리스토퍼 R. (2021년 1월 12일). “MF Doom Influenced Scores of Musicians. Hear 11 of Them.” [MF Doom은 많은 음악가들에게 영향을 주었다. 그중 11가지 사례.]. 《뉴욕 타임스》. ISSN 0362-4331. 2021년 3월 15일에 원본 문서에서 보존된 문서. 2021년 5월 2일에 확인함.
4. 1 2  레스터, 폴 (2012년 8월 16일). “Doom: 'It's all new, all fun'” [Doom: '이것은 항상 새롭고, 항상 재밌다']. 《가디언》 (영국 영어). ISSN 0261-3077. 2020년 2월 25일에 원본 문서에서 보존된 문서. 2020년 2월 25일에 확인함.
5. 1 2  바커, 앤드류; 모로, 조던 (2020년 12월 31일). “Rapper MF Doom Dies at 49” [래퍼 MF Doom 향년 49세로 사망하다]. 《버라이어티》 (미국 영어). 2021년 1월 1일에 원본 문서에서 보존된 문서. 2021년 1월 16일에 확인함.
6. ↑  스트로스, 매슈 (2020년 12월 31일). “MF DOOM Dead at 49” [MF DOOM 향년 49세 나이로 사망]. 《피치포크》 (미국 영어). 2021년 1월 1일에 원본 문서에서 보존된 문서. 2020년 12월 31일에 확인함.
7. ↑  “MF Doom: Hip-hop star dies aged 49” [MF Doom: 힙합 스타가 49세의 나이를 끝으로 사망하다]. 《BBC 뉴스》 (영국 영어). 2020년 12월 31일. 2021년 1월 1일에 원본 문서에서 보존된 문서. 2021년 1월 1일에 확인함.
8. ↑  알라, 샤 베 (2020년 1월 9일). “Happy 48th Birthday to the Legendary MF Doom” [레전드 MF Doom의 48번째 생일을 축하합니다]. 《더 소스》 (미국 영어). 2020년 2월 25일에 원본 문서에서 보존된 문서. 2020년 2월 25일에 확인함.
9. 1 2  믈라이너, 필립 (2012년 8월 16일). “A Revealing DOOM Q&A: Supervillain on Nas' Pool Parties, His Rap-Hating Mom” [흥미로운 DOOM Q&A: 슈퍼빌런의 나스의 풀 파티와 랩을 싫어했던 엄마]. 《스핀》. 2020년 11월 12일에 원본 문서에서 보존된 문서. 2021년 1월 1일에 확인함.
10. ↑  레빈, 마이크 (2014년 9월 3일). 〈MF Doom〉. 《The New Grove Dictionary of Music and Musicians》 (영어). 옥스퍼드 대학교 출판부. doi:10.1093/gmo/9781561592630.article.a2267192.
11. ↑  Morrison, Sean (2020년 12월 31일). “Rapper and producer MF Doom dies aged 49”. 《Evening Standard》 (영어). 2021년 1월 1일에 원본 문서에서 보존된 문서. 2021년 1월 1일에 확인함.
12. ↑  Paine, Jake (2018년 11월 28일). “This 2003 Conversation With MF DOOM Is The Interview Of His Career”. 《Ambrosia For Heads》. 2020년 12월 31일에 원본 문서에서 보존된 문서. 2020년 12월 31일에 확인함.
13. ↑  “DOOM”. Red Bull Music Academy. 2011. 2020년 12월 31일에 원본 문서에서 보존된 문서. 2020년 12월 31일에 확인함.
14. ↑  Coleman, Brian (2016년 4월 10일). “Check The Technique: The Birth of MF Doom”. 《Medium》 (영어). 2019년 11월 15일에 원본 문서에서 보존된 문서. 2021년 1월 14일에 확인함.
15. ↑  Allen, Ryan. “MF Doom”. 《Contemporary Musicians》. 2021년 1월 1일에 원본 문서에서 보존된 문서. 2021년 1월 1일에 확인함.
16. ↑  Sanneh, Kelefa (2004년 4월 7일). “That Man in a Mask, With Labyrinthine Rhymes to Cast”. 《The New York Times》. ISSN 0362-4331. 2021년 1월 1일에 원본 문서에서 보존된 문서. 2021년 1월 1일에 확인함.
17. 1 2 3 4  LeRoy, Dan. “Artist Biography”. 《AllMusic》. 2010년 9월 28일에 확인함.
18. ↑  Coleman, Brian (2004). “Turn Up the Phonograph: Dante Ross”. 《Wax Poetics》 9. ISBN 9780307494429. ISSN 1537-8241. OCLC 48433218.
19. ↑  Chick, Stevie (2021년 1월 1일). “MF Doom: a hip-hop genius who built his own universe of poetry”. 《The Guardian》 (영어). 2021년 1월 3일에 원본 문서에서 보존된 문서. 2021년 1월 3일에 확인함.
20. ↑  Turner-Williams, Jaelani (2019년 11월 15일). “Impending DOOM: 'MM...FOOD' Warned You 15 Years Ago”. 《Complex》 (영어). 2020년 11월 18일에 원본 문서에서 보존된 문서. 2021년 5월 2일에 확인함.
21. ↑  Fortune, Drew (2021년 1월 28일). “The Unknowable MF DOOM”. 《Vulture》 (미국 영어). 2021년 2월 25일에 원본 문서에서 보존된 문서. 2021년 5월 2일에 확인함.
22. ↑  Coleman, Brian (2016년 4월 10일). “Check The Technique: The Birth of MF Doom”. 《Medium》 (영어). 2019년 11월 15일에 원본 문서에서 보존된 문서. 2021년 2월 5일에 확인함.
23. ↑  Ducker, Eric (2014년 11월 6일). “A Rational Conversation: The 20-Year-Old Album That's MF DOOM's Missing Link”. 《NPR》. 2021년 1월 1일에 원본 문서에서 보존된 문서. 2021년 1월 1일에 확인함.
24. ↑  Ducker, Eric (2014년 11월 6일). “A Rational Conversation: The 20-Year-Old Album That's MF DOOM's Missing Link”. 《NPR》. 2021년 1월 1일에 원본 문서에서 보존된 문서. 2021년 1월 1일에 확인함.
25. 1 2  McMahon, James (2021년 1월 1일). “MF DOOM, 1971 – 2020: rap hero who styled himself as a supervillain”. 《NME》 (영국 영어). 2021년 1월 4일에 원본 문서에서 보존된 문서. 2021년 1월 3일에 확인함.
26. 1 2  Jacobs, Julia (2020년 12월 31일). “MF Doom, Masked Rapper With Intricate Rhymes, Is Dead at 49”. 《The New York Times》. ISSN 0362-4331. 2020년 12월 31일에 원본 문서에서 보존된 문서. 2021년 1월 1일에 확인함.
27. ↑  Bradley & DuBois 2010, 606쪽.
28. ↑  Sayles, Justin (2021년 1월 1일). “MF Doom and the Mask That Left Hip-Hop Forever Changed”. 《The Ringer》 (영어). 2021년 1월 3일에 원본 문서에서 보존된 문서. 2021년 1월 3일에 확인함.
29. ↑  Gladstone, Neil (2004). “MF Doom: Special Herbs Vols. 5 & 6”. 《CMJ New Music Monthly》 123: 42. ISSN 1074-6978.
30. 1 2 3  Coates, Ta-Nehisi (2009년 9월 21일). “The Mask of Metal Face Doom”. 《The New Yorker》. 2017년 5월 8일에 원본 문서에서 보존된 문서. 2020년 12월 31일에 확인함.
31. 1 2  Lyons, Patrick (2019년 4월 19일). “'Operation: Doomsday' Turns 20”. 《Stereogum》 (영어). 2021년 1월 26일에 원본 문서에서 보존된 문서. 2021년 1월 30일에 확인함.
32. ↑  Jenkins, Craig (2021년 1월 4일). “Hip-Hop Needs No Other Supervillain After MF DOOM”. 《Vulture》 (미국 영어). 2021년 1월 30일에 원본 문서에서 보존된 문서. 2021년 3월 7일에 확인함.
33. ↑  “Masked rapper MF Doom dead at 49”. 《CBC News》. Associated Press. 2020년 12월 31일. 2021년 1월 1일에 원본 문서에서 보존된 문서. 2021년 1월 1일에 확인함.
34. ↑  LeRoy, Dan. [(영어) https://www.allmusic.com/artist/p300089/biography “Artist Biography”] |url= 값 확인 필요 (도움말). 《AllMusic》. 2010년 9월 28일에 확인함.
35. ↑  Ryon, Sean (2012년 7월 27일). “Graffiti Writer KEO Discusses Origin And Creation Of MF DOOM's Mask”. 《HipHopDX》. 2016년 1월 27일에 원본 문서에서 보존된 문서. 2016년 8월 14일에 확인함.
36. ↑  Ortiz, Edwin (2008년 10월 21일). “MF DOOM Addresses Rumors Of Fake Performances”. 《HipHopDX》. 2011년 7월 3일에 원본 문서에서 보존된 문서. 2021년 1월 1일에 확인함.
37. ↑  Tardio, Andres (2010년 3월 9일). “Promoter Says DOOM Impostors Are "Intentional"”. 《HipHopDX》. 2017년 7월 8일에 원본 문서에서 보존된 문서. 2017년 12월 19일에 확인함.
38. ↑  Minsker, Evan (2019년 11월 17일). “Hannibal Buress Was an MF DOOM Imposter at Adult Swim Festival: Watch”. 《Pitchfork》. 2019년 11월 18일에 원본 문서에서 보존된 문서. 2019년 11월 18일에 확인함.
39. ↑  Gottsegen, Will (2021년 1월 2일). “MF Doom, Masked Mythmaker”. 《Complex》. 2021년 1월 2일에 원본 문서에서 보존된 문서.
40. ↑  Kreps, Daniel (2021년 1월 2일). “Thom Yorke Pays Tribute to MF DOOM: 'A Massive Inspiration to So Many of Us'”. 《Rolling Stone》 (미국 영어). 2021년 1월 2일에 원본 문서에서 보존된 문서. 2021년 1월 2일에 확인함.
41. ↑  Strauss, Matthew (2020년 12월 31일). “MF DOOM Remembered by Tyler, the Creator, Flying Lotus, El-P, and More”. 《Pitchfork》. 2021년 1월 1일에 원본 문서에서 보존된 문서. 2020년 12월 31일에 확인함.
42. ↑  Bennett, Jessica (2021년 1월 1일). “Rapper MF DOOM dead at 49”. 《news.com.au》 (영어). NYPost. 2021년 5월 18일에 확인함.
43. ↑  “The Recording Academy Remembers Those We Lost In 2020.”. 《The Recording Academy》 (미국 영어). 2021년 3월 14일.